# گرافتونیت
گرافتونیت  (به انگلیسی: Graftonite) با فرمول شیمیایی (Fe2+MnCa)3[PO4]2 از مجموعه کانی هاست و از نام محل کشف آن گرافتون Grafton در آمریکا گرفته شده‌است. به سختی در اسیدها حل می‌شود. CaO:۹٫۵٪  FeO:۳۱٫۵۱٪  MnO:۱۸٫۱۳٪  P2O۵:۴۰٫۸۶٪   از نظر شکل بلور: منشوری، رنگ: صورتی تا قهوه‌ای قرمز، شفافیت: نیمه شفاف، شکستگی: صدفی - نامنظم، جلا: شیشه‌ای - چرب، رخ: کامل، سیستم تبلور: مونوکلینیک و در رده‌بندی فسفات است همچنین خاصیت مغناطیسی ضعیف و منشأ تشکیل آن پگماتیتی است.
همایند کانی‌شناسی (پارانژ) آن سختی - واکنش‌های شیمیایی و اشعهXسیکلریت- تری فیلیت- بریل- تورمالین و غیره است
، از نظر ژیزمان بلورهای ناقص - توده‌ای کمیاب است و بیشتر در سوئیس، چک اسلواکی و آمریکا یافت می‌شود.